# آكل الورق
آكل الورق أو الخاضل (جمعه خاضِلات) في علم الحيوان هو الحيوان المتخصص في تناول أوراق النبات. تحتوي الأوراق الناضجة على نسبة عالية من السليلوز الصعب الهضم، وأقل طاقة من الأنواع الأخرى من الأطعمة، وغالبا تحتوي علي مركبات سامة. لهذا السبب، الحيوانات آكلات الأعشاب تميل إلى أن تكون المسالك الهضمية طويلة ومعدل الأيض بطيء. العديد من مساعدين البكتيريا التكافلية تفرج عن العناصر الغذائية في نظامهم الغذائي. بالإضافة إلى ذلك، كما لوحظ في الرئيسيات آكلات الأعشاب، فإنها تظهر تفضيل قوي تجاه الأوراق غير الناضجة، والتي تميل إلى أن تكون أسهل للمضغ، وتميل إلى أن تكون أعلى في الطاقة والبروتين، وانخفاض الألياف والسموم من الأوراق الليفية الأكثر نضجا.

## التطور
قد تطورت الحيوانات العاشبة عدة مرات بين مجموعات مختلفة من الحيوانات. الحشرات، آكلات اللحوم وأخيرا الحيوانات العاشبة. وبما أن مجموعة معقدة من التعديلات كانت ضرورية للتغذية على مواد نباتية ليفية عالية (تعديلات هيكلية على الأسنان والفكين والجهاز الهضمي) ونسبة صغيرة فقط من الرباعيات الموجودة تكون حيوانات عاشبة.

## الطيور آكلات الأعشاب

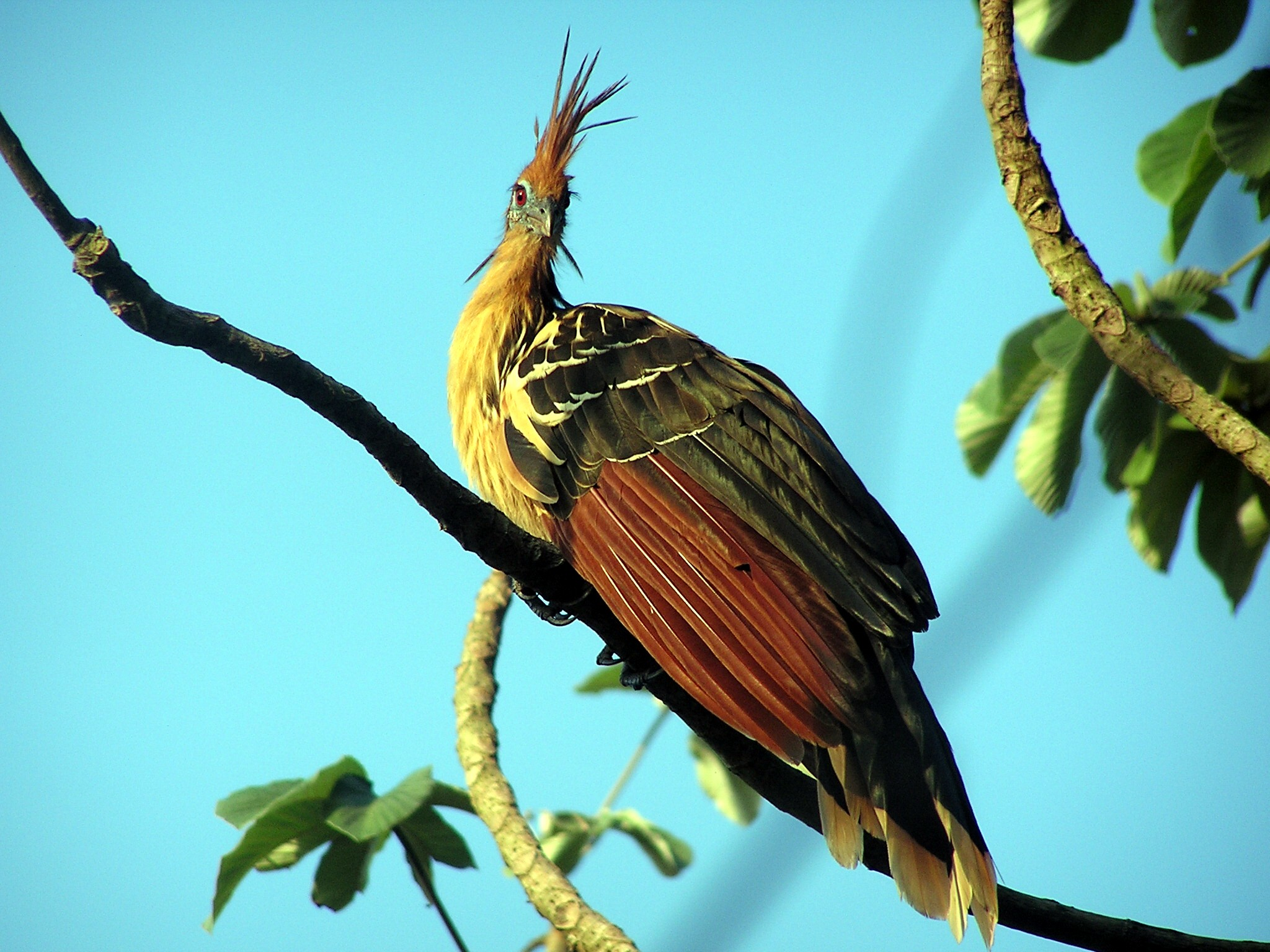
طائر الهواتزين

لوحظ أن الورقة النادرة قليلة للغاية بين الفقاريات الطائرة. ويرجع مورتون (1978) هذا إلى حقيقة أن الأوراق ثقيلة، وبطيئة في الهضم، وتحتوي على القليل من الطاقة بالنسبة إلى الأطعمة الأخرى. و هواتزين هو مثال على الطائر آكل العشب.
بعض الخفافيش في بعض الأحيان يكونوا آكلات أعشاب؛ فإن طريقة اشتقاق التغذية من الأوراق، وفقا للوري (1989)، هي مضغ الأوراق، بلع النسغ وبصق الباقي.

## الحيوانات الشجرية

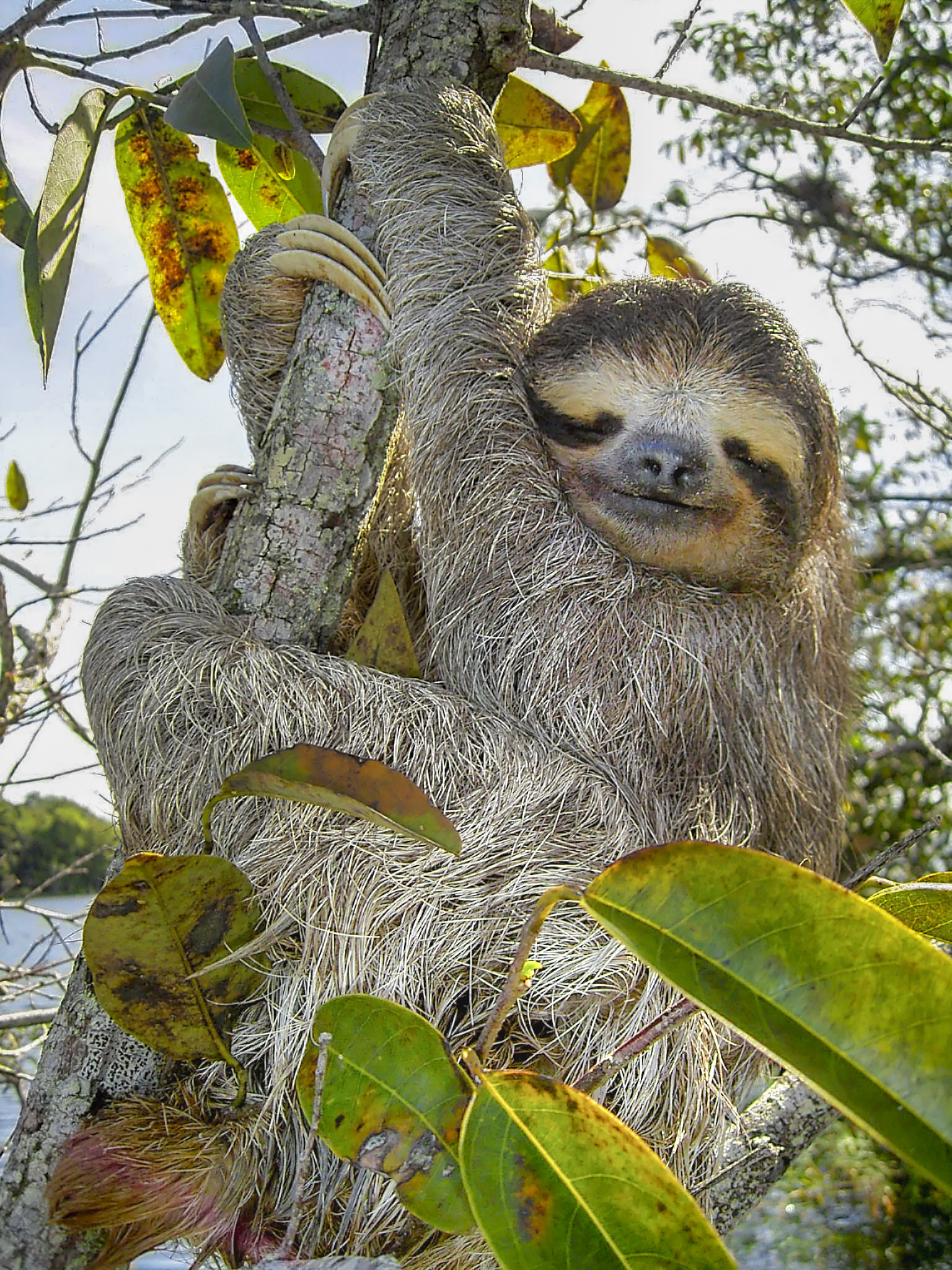
كسلان ثلاث أصابع بني

تميل حيوانات الثدييات الشجرية، مثل الكسلان والكوالا وبعض أنواع القرود كالسعدان والليمور، إلى أن تكون كبيرة وتتسلق بحذر. وقد تقدمت أوجه التشابه في شكل الجسم والرأس والسن والهيكل بين القرود الحالية والعائلات المختلفة من آكلات العشب الشجرية كدليل على أن القرود في وقت مبكر كانوا أيضا آكلات أعشاب.

## رئيسيات
تتوقع النظرية الإيكولوجية القياسية أحجام مجموعات كبيرة نسبيا للرئيسيات آكلات الأعشاب، حيث قدمت المجموعات الكبيرة دفاعا جماعيا أفضل ضد الحيوانات المفترسة، كما أنها لا تواجه منافسة تذكر على الغذاء فيما بينها. وقد لوحظ أن هذه الحيوانات تعيش في كثير من الأحيان في مجموعات صغيرة. وتشمل التفسيرات المقدمة لهذا التناقض الواضح عوامل اجتماعية مثل زيادة حالات قتل الأطفال في المجموعات الكبيرة.

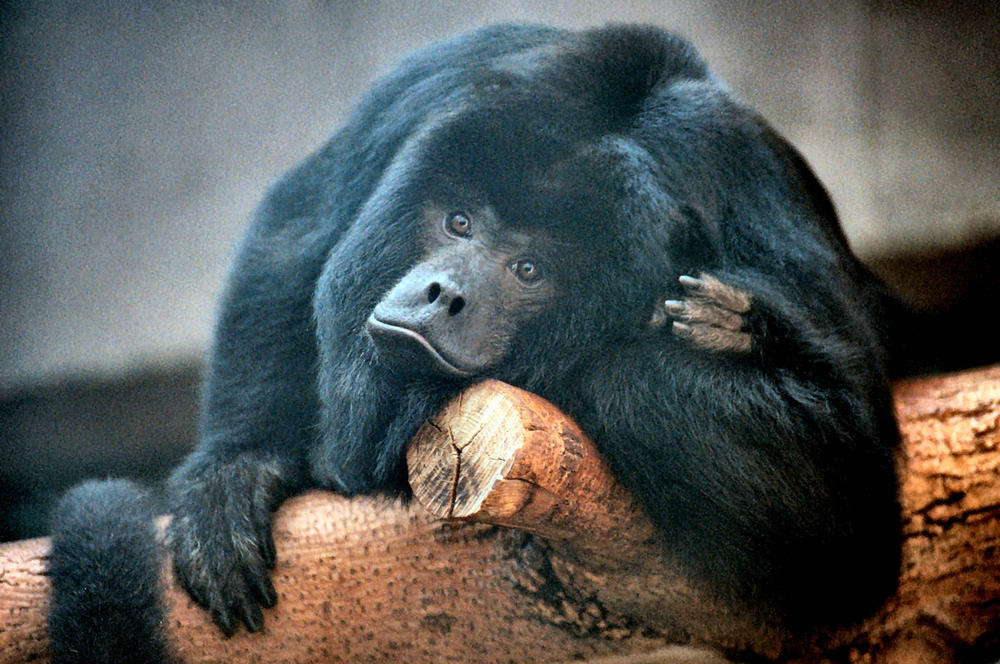
قرد سعدان العواء

الرئيسيات آكلات الأعشاب نادرة نسبيا في العالم الجديد، والاستثناء الأساسي يكون في سعدان العواء. أحد التفسيرات التي تم تقديمها هو أن الثمار والورق تنضر في وقت واحد بين نباتات العالم الجديد. غير أن دراسة أجريت في عام 2001 لم تجد دليلا على وجود ثمار وأوراق في وقت واحد في معظم المواقع، مما أدى إلى دحض هذه الفرضية.

## أمثلة
من الأمثلة على الحيوانات آكلات الأعشاب ما يلي:

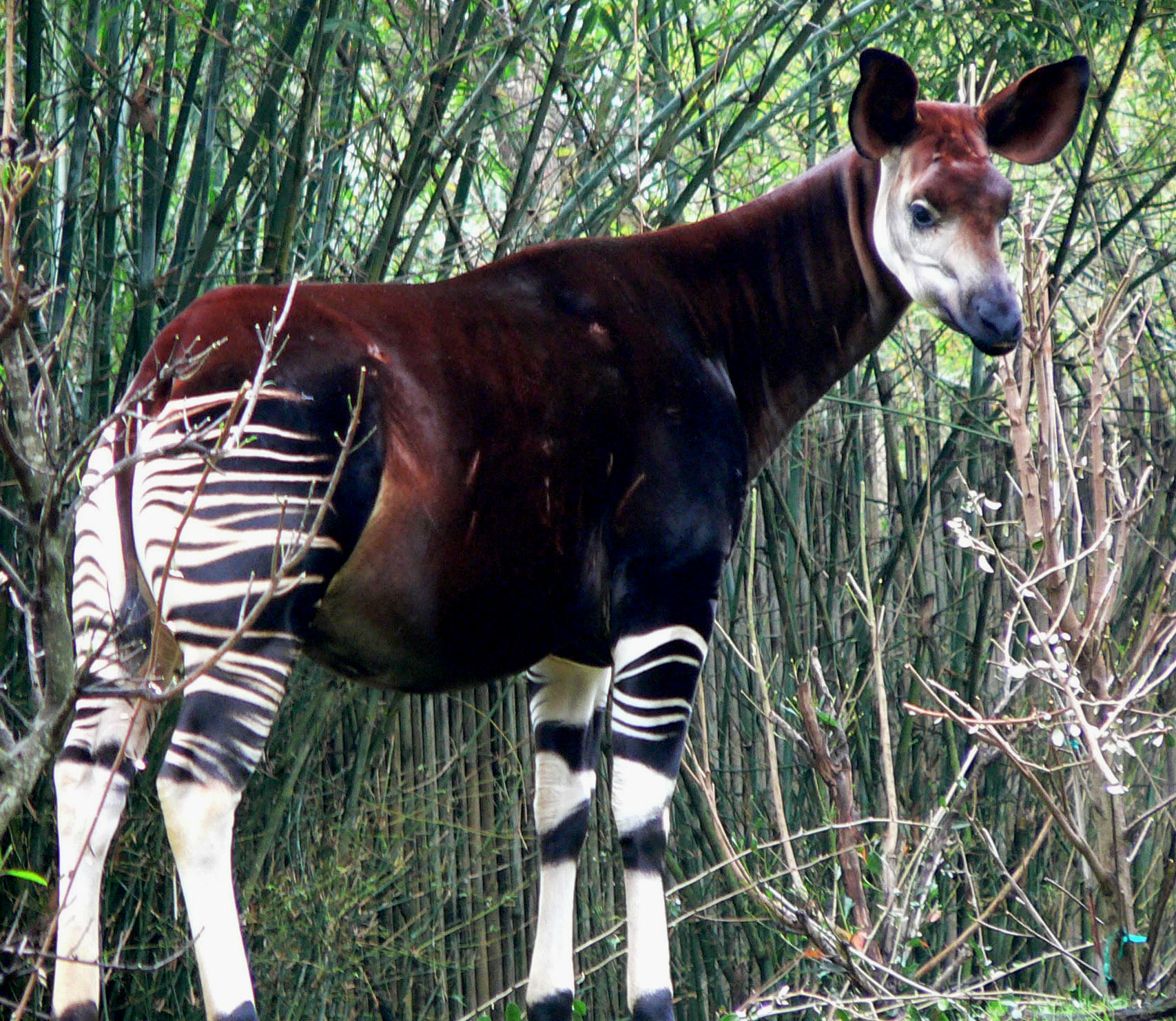
أكاب

- الثدييات: أكاب، الكسلان، بوسوم، الكوالا وأنواع مختلفة من القردة
- الطيور: هواتزين من منطقة الأمازون و كاكابو من نيوزيلندا
- الزواحف: إغوانة
- الحشرات: يسروع، عديمة الخصر، الخنفساء، ومستقيمات الأجنحة
- آخرون: بطنيات القدم (القواقع والرخويات)